# País Basc
|  | Aquest article tracta sobre el territori del poble basc. Si cerqueu la divisió territorial espanyola homònima, vegeu «Comunitat Autònoma del País Basc». |

El País Basc (basc: Euskal Herria, el 'país de llengua basca') és un país europeu, llar del poble basc. El País Basc, en el seu sentit ample, es defineix com els set territoris històrics de les zones bascòfones, això és, els que corresponen aproximadament a l'àrea lingüística basca en temps històrics. La bandera identificativa del poble basc és la ikurriña. Actualment, aquests territoris estan repartits entre els estats espanyol i francès, i disposen de nivells d'autonomia molt diferents. No hi ha cap entitat administrativa reconeguda que comprengui la totalitat d'Euskal Herria. No s'ha de confondre la regió d'Euskal Herria, més ampla, amb l'actual comunitat autònoma del mateix nom, la Comunitat Autònoma del País Basc, que és anomenada Euskadi o Euskal Herria en el seu Estatut d'Autonomia.
El País Basc ocupa una superfície de 20 664 km² als Pirineus occidentals, a la costa del golf de Biscaia (o Bizkaiko golkoa) al mar Cantàbric. Té el seu propi idioma, el basc o èuscar (euskara) minoritari enfront del francès i el castellà i que no es parla a tots els territoris del país, i una població d'uns tres milions d'habitants, uns dos milions i mig dels quals tenen la ciutadania espanyola, i la resta la francesa. El País Basc estaria constituït per set territoris o províncies (en basc lurralde): Àlaba (Araba), Biscaia (Bizkaia), Guipúscoa (Gipuskoa) i Navarra (Nafarroa) a Espanya; i la Baixa Navarra (Nafarroa Beherea o Baxenabarre), Lapurdi, i Zuberoa a França. De manera oficiosa, tot i que no oficial, Vitoria (Gasteiz) n'és la capital a la Comunitat Autònoma del País Basc. Pamplona (Iruña o Iruñea en basc) és considerada la seva capital històrica. També és la capital històrica reclamada per aquells bascos que anhelen la independència, perquè aquesta va ser la capital del Regne de Navarra, regne que acaparava els territoris on es parlava l'èuscar.
La llengua basca es tracta d'una llengua aïllada i encara hi és parlada habitualment en algunes regions, sobretot Guipúscoa, la part oriental de Biscaia, el nord de Navarra i l'interior del País Basc francès. En d'altres, el basc ha estat substituït pel castellà o francès (com en la major part d'Àlaba i la Navarra central). En altres no hi ha registres de que mai es parlés (com en parts de Les Encartaciones o al sud-est de Navarra). Avui en dia, el basc té categoria de llengua oficial a la Comunitat Autònoma del País Basc i en parts de la Comunitat Foral de Navarra, però no té reconeixement oficial a les regions sota administració francesa (Iparralde).

## Toponímia

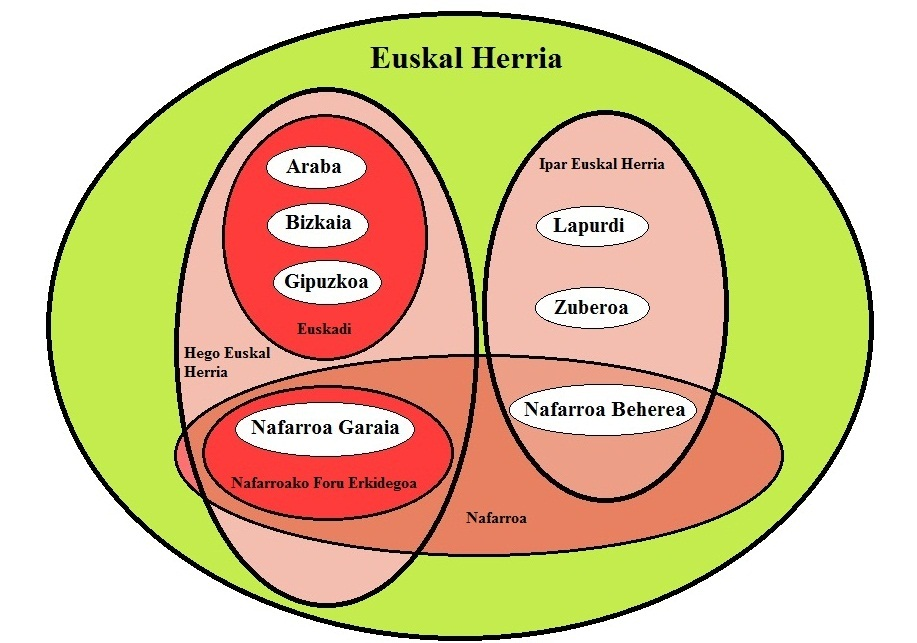
Diagrama d'Euler d'Euskal Herria

Els noms oficials del País Basc són: Euskal Herria en èuscar, País Vasco en castellà —aquest és la traducció del primer— o Euskadi en castellà i basc. Tanmateix, Euskal Herria, que pot ser traduït com a «Poble Basc», «País Basc», «País/Poble dels bascs» o «País/Poble de l'èuscar», també és un concepte cultural que pot designar el conjunt dels territoris d'Espanya i França on es parla o parlava el basc. Sabino Arana, per tant, va crear el neologisme Euzkadi per referir-se exclusivament al «poble basc» que viu als actuals territoris de la comunitat i no al poble de parla basca de les set províncies, tres de les quals es troben en territori francès.
Durant molt de temps es va usar l'ortografia Euzkadi i no pas Euskadi. Algunes hipòtesis suggereixen que Arana considerava que l'arrel d'eusk, «basc», era euzk contracció d'eguzki, «sol», segons la seva teoria que els antics bascs es consideraven fills de l'astre, al qual afegia el sufix -di, molt freqüent en la toponímia basca, i que suposadament significa 'conjunt' i 'lloc'. Tanmateix, no hi ha prou evidències antropològiques ni filològiques sobre aquesta derivació, malgrat que els antropòlegs Joxe Migel Barandiaran i Resurrección María de Azkue accepten aquesta interpretació de l'etimologia segons els noms donats en les diverses parles locals de Biscaia a la divinitat masculina del sol. Altres teories, tanmateix, suggereixen que l'ortografia d'Arana no tenia res a veure amb eguzki sinó que és la deformació de l'etimologia que ell mateix proposava de Biscaia. Avui dia el neologisme és acceptat per la Reial Acadèmia de la Llengua Basca (Euskaltzaindia).
L'ús d'Euskadi com a nom oficial designa la Comunitat Autònoma integrada pels tres territoris o províncies, i és l'accepció més universal. Tanmateix, pot designar el conjunt d'aquestes tres províncies i les altres quatre províncies que integrarien Euskal Herria, com és el cas del nom de l'organització terrorista ETA: Euskadi Ta Askatasuna, «Euskadi i Llibertat».

## Història

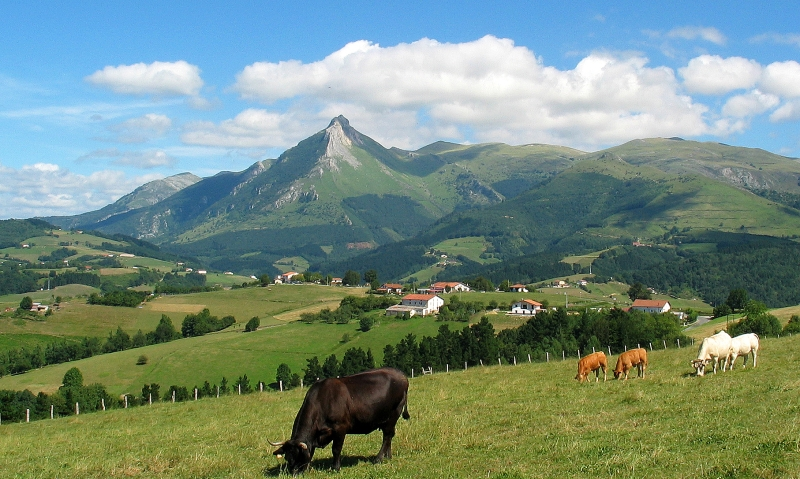
Mont Txindoki (Guipúscoa)

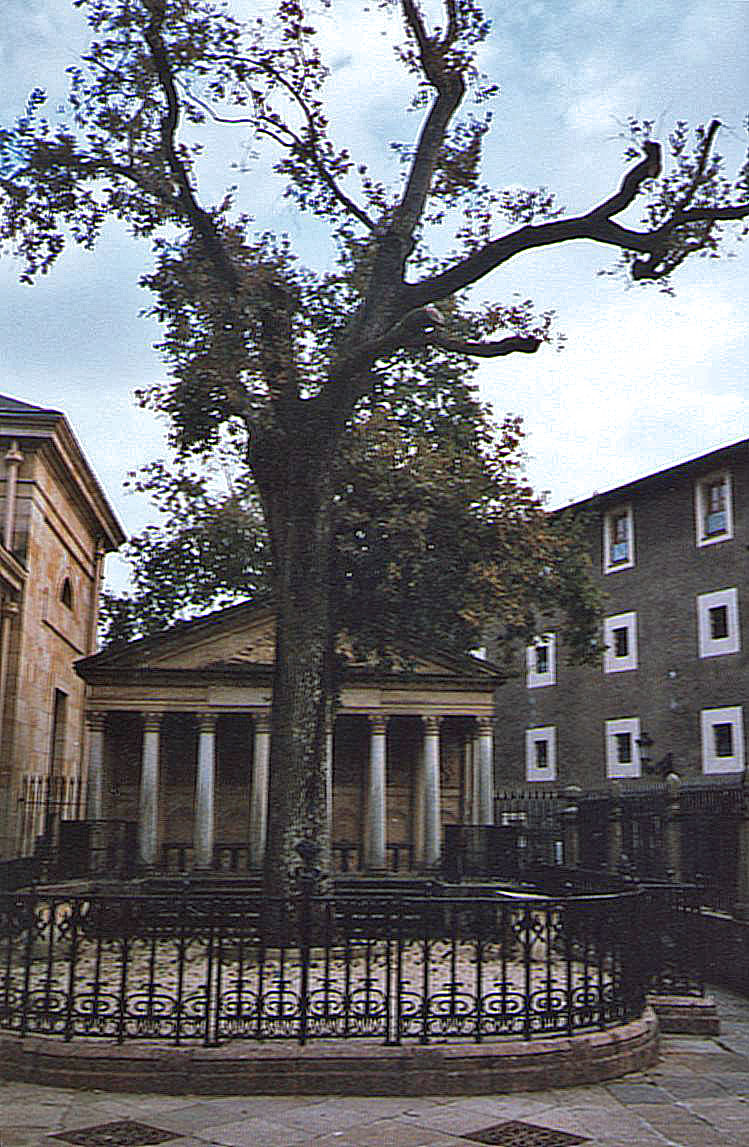
L'arbre de Guernica és el símbol de les llibertats basques

Els historiadors romans afirmen que el territori basc era habitat des de temps preromans per diverses tribus la llengua dels quals no entenien. La distribució regional d'aquestes tribus difereix entre els historiadors. Tanmateix, s'accepta la teoria que els bascos són un romanent dels primers habitants del Paleolític de l'Europa occidental, específicament dels habitants de la regió francocantàbrica. Estrabó i Plini el Vell esmenten en llurs escrits les tribus basques, incloent-hi els vascons i els aquitans entre d'altres. Hi ha prou evidència per a afirmar que ja s'hi parlava un protobasc.
Durant l'alta edat mitjana, els territoris entre l'Ebre i el Garona eren coneguts com a Bascònia i van ser unificats sota els ducs de Bascònia per un període. Després de les invasions dels musulmans a la península Ibèrica i l'expansió francesa sota Carlemany, el territori es fragmentà. El Regne de Pamplona va emergir com el principal estat del territori al segle ix. Seria sota Sanç III el Gran que el Regne de Pamplona assoleix la seva màxima extensió territorial, però després de la seva mort, el 1035, els seus fills no varen respectar el seu testament que atorgava el regne al primogènit, i després de moltes lluites, van dividir el territori, la qual cosa va donar lloc a una nova estructura política al segle xii, formada pels regnes de Navarra, Aragó i Castella. Durant l'alta edat mitjana, Biscaia s'uneix voluntàriament al Regne de Castella.
El 1200, el Regne de Navarra va perdre els actuals territoris d'Àlaba, Guipúscoa i el Duranguesat, que són annexionats pel monarca castellà. Així doncs, Navarra, separada dels altres territoris peninsulars del País Basc, va orientar la seva política d'expansió cap al nord i a l'est, als territoris fronterers amb França i Aragó. Navarra va ser annexionada parcialment al Regne de Castella durant els segles xi i xii, i gairebé completament durant 1512 i 1521. La resta del territori del nord va ser annexionada per França. Les tres províncies de l'actual Euskadi, que s'havien unit voluntàriament al Regne de Castella intermitentment, van donar llur suport a la integració de Navarra amb Castella.
Navarra, Àlaba, Guipúscoa i Biscaia van conservar els seus furs. Aquesta situació va perdurar fins al segle xix, data en què van ser parcialment suprimits per Antonio Cánovas del Castillo després de la derrota carlina. Durant el franquisme, només Àlaba i Navarra van conservar part de llurs antics furs, però van ser derogats en les altres dues províncies per decret del 23 de juny del 1937 en ser considerades «traïdores» per no donar suport a la revolta feixista, i fou suprimit en el primer Estatut d'Autonomia Basc. Aquest decret va ser parcialment modificat el 6 de juny del 1968, suprimint els paràgrafs ofensius per a Guipúscoa i Biscaia, però conservant la resta dels articles. Va ser finalment derogat el 30 d'octubre del 1976.
Avui dia, el País Basc està conformat per la comunitat homònima, per la Comunitat Foral de Navarra i per les províncies del sud de França. El PNB lidera el govern basc des de 1980, unes vegades en solitari, d'altres en coalició amb el PSE, Eusko Alkartasuna (EA), partit sorgit d'una escissió del mateix PNB o Izquierda Unida (IU), donant suport també mitjançant pactes pressupostaris i d'investidura als governs centrals populars i socialistes. En les eleccions generals, el PNB és la força majoritària i obté el 26,9% dels vots i en les eleccions basques d'abril es constata el fort creixement del PNB, la irrupció del «nacionalisme radical» representat per Herri Batasuna, la pèrdua d'una important quota electoral del PSOE i els escassos resultats de la UCD i Carlos Garaicoechea ocupa el càrrec de la presidència del Consell General Basc. Celebrades les primeres eleccions autonòmiques el 1980, van donar lloc a l'elecció del lehendakari en la persona de Carlos Garaikoetxea (1980–1985).
El PNB aconsegueix el 38,8% dels vots vàlids emesos, seguit d'Herri Batasuna, amb el 16,5%, i del PSOE, 14,2%. Des de llavors, el PNB governa la Comunitat Autònoma del País Basc; en solitari en el període (1980–1986) i amb diversos pactes des de llavors. El 29 de desembre de 1980, es reinstaura el model tributari del concert econòmic i comença la transferència de competències del govern d'Espanya al govern basc. El 1981, una sèrie de successos amenacen seriosament l'autonomia basca: el fallit cop d'estat del 23 de febrer i la consegüent promulgació de la LOAPA (Llei Orgànica per a l'Harmonització del Procés Autonòmic), que reconduïa el desenvolupament de les autonomies.
El 1982, el PSOE de Felipe González arriba a la presidència del govern espanyol romanent fins a 1996, encara que al País Basc continua l'hegemonia nacionalista moderada i radical, arrabassant el PSOE el vot a UCD, Aliança Popular (AP) i el Partit Comunista d'Euskadi (PCE). Malgrat la resistència socialista a la realització de transferències, el PNB impulsa el desenvolupament de l'autogovern basc i crea el seu propi servei de Salut (Osakidetza) aprova l'Estatut de les ikastolas, comença a emetre la seva pròpia ràdio i televisió (ETB), que va iniciar les seves emissions el 27 de desembre de 1982, i la seva pròpia policia (Ertzaintza). Aquest govern va resistir la reconversió industrial que es va iniciar des de 1982, rebent-se ajudes per a la reindustrialització per import de 88 012 milions de pessetes.
En les eleccions autonòmiques celebrades el febrer de 1984, va resultar vencedor el PNB, que va obtenir els seus millors resultats electorals fins a la data, 42% dels vots emesos, seguit del PSOE amb el 23%, Herri Batasuna amb el 14,6% i EE el 8%. La progressió socialista va ser notable així com pobríssima l'embranzida electoral mostrada per la dreta espanyolista, 9,3%, resultats que tendencialment reproduïxen els obtinguts en les eleccions forals i locals de maig de 1983. Pel 1985, en plena crisi política del PNB, l'economia basca se situava en unes coordenades entre les quals sobresortien l'altíssima taxa d'atur, un creixement econòmic ralentit, l'impacte de la introducció de les noves tecnologies, la fi de l'anterior ona de creixement expansiu, i l'obertura a la competència internacional.

## Geografia

Mapa dels territoris que constitueixen el País Basc (Euskal Herria)

El territori ocupa una superfície de 20 664 km². Se situa en el vèrtex occidental dels Pirineus i el seu litoral és banyat pel mar Cantàbric. Té una població d'aproximadament 3 000 000 de persones, de les quals al voltant de 2 600 000 tenen ciutadania espanyola i la resta, francesa. El País Basc (Euskal Herria) es compon de set territoris, de vegades denominats amb el terme basc lurralde o herrialde:
- Biscaia (Bizkaia)
- Guipúscoa (Gipuskoa)
- Àlaba (Araba)
- Navarra (Nafarroa)
- Baixa Navarra (Nafarroa Beherea o Baxenabarre)
- Lapurdi (Lapurdi)
- Sola (Zuberoa, Xiberoa o Xiberua en èuscar; Sola en occità gascó)

### Principals ciutats

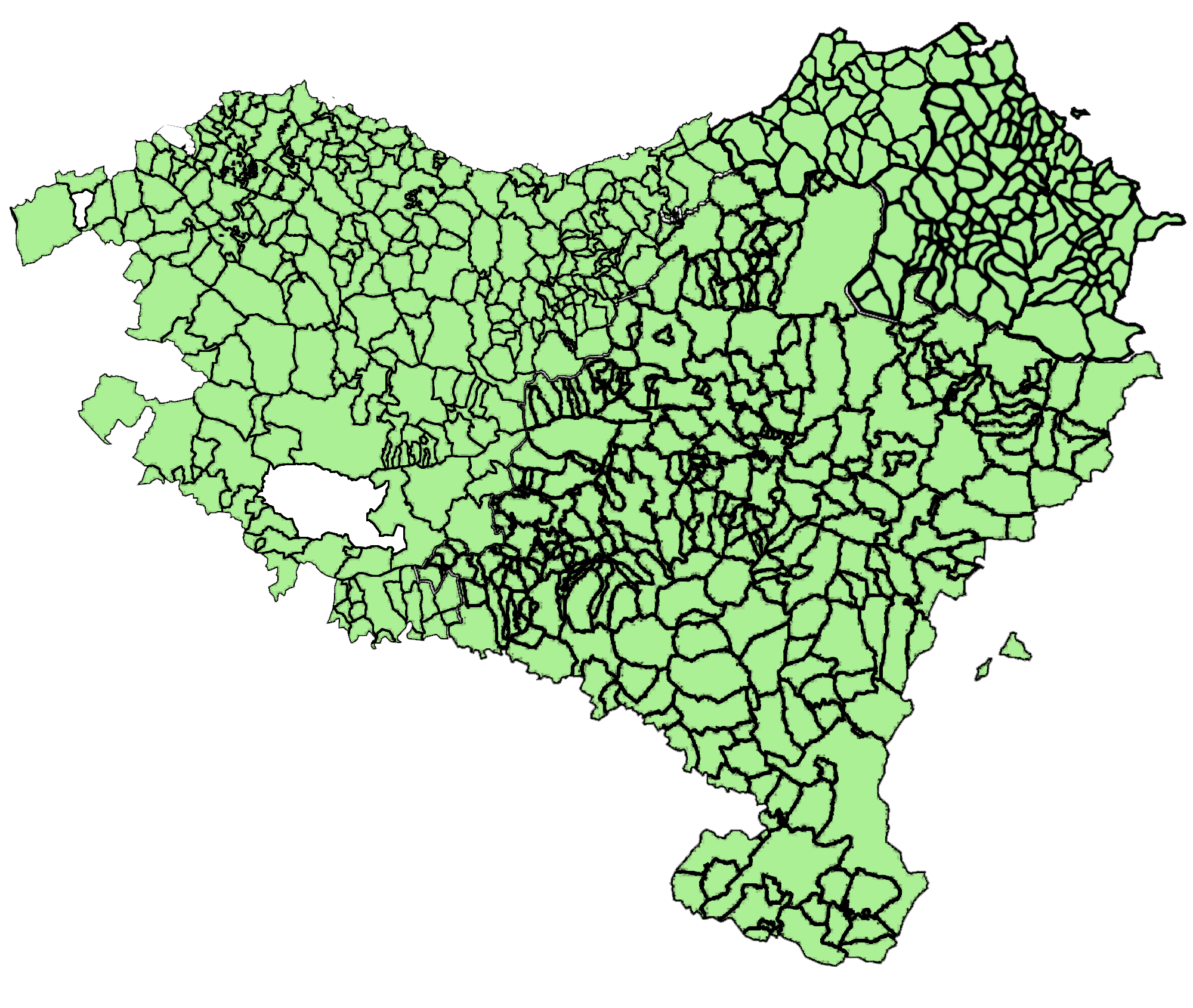
Divisió per municipis, sense incloure el Comtat de Treviño (Burgos), que es considera també part del País Basc (Euskal Herria).

Mapa municipal d'Euskal Herria

- Bilbao (Bilbo) — 353.340 habitants (2008), capital de Biscaia
- Vitòria (Gasteiz) — 236.525 habitants, capital d'Àlaba i seu de les institucions de la Comunitat Autònoma del País Basc
- Pamplona (Iruñea) — 198.491 habitants, capital de Navarra i de l'antic Regne de Navarra
- Sant Sebastià (Donostia) — 184.248 habitants, capital de Guipúscoa
- Barakaldo (Barakaldo) — 97.328 habitants
- Getxo (Getxo) — 81.260 habitants
- Irun (Irun) — 60.914 habitants
- Portugalete (Portugaldeta) — 48.205 habitants
- Santurtzi (Santurtzi; Santurci en castellà) — 47.004 habitants
- Baiona (Baiona; Bayonne en francès) — 44.406 habitants, capital de Lapurdi
- Basauri (Basauri) — 42.657 habitants
- Anglet (Angelu) — 38.992 habitants
- Tudela (Tutera) — 33.910 habitants
- Sestao (Sestao)— 29.638 habitants
- Biarritz (Biarritz, Miarritze) — 26.690 habitants
- Zarautz (Zarautz) — 22.700–35.000 habitants (variable segons l'estació)

### Àrees metropolitanes
- Gran Bilbao (Bilboaldea o Bilbo Handia) — 1.182.675 habitants
- Donostialdea — 413.617 habitants
- Àrea metropolitana de Pamplona (Iruñerria) — 312.192 habitants
- Àrea Metropolitana de Vitòria — 232.497 habitants
- Àrea Metropolitana d'Eibar-Durango — 126.190 habitants
- Baiona-Angelu-Biarritz/BAB — 112.026 habitants

### Extensions i dades geogràfiques
| Territori                | Extensió (km²) | Capital         | Nombre de municipis |
| País Basc                | 20.947,2       | Pamplona        | 683                 |
| ------------------------ | -------------- | --------------- | ------------------- |
| Navarra                  | 10.421,0       | Pamplona        | 272                 |
| Àlaba                    | 3.316,9        | Vitòria         | 53                  |
| Biscaia                  | 2.236,7        | Bilbao          | 112                 |
| Guipúscoa                | 1.980,3        | Sant Sebastià   | 88                  |
| Baixa Navarra            | 1.322,1        | Donibane Garazi | 74                  |
| Lapurdi                  | 855,7          | Baiona          | 41                  |
| Sola (Zuberoa o Xiberoa) | 814,5          | Mauléon         | 43                  |

Font Datutalaia

### Sistemes muntanyosos

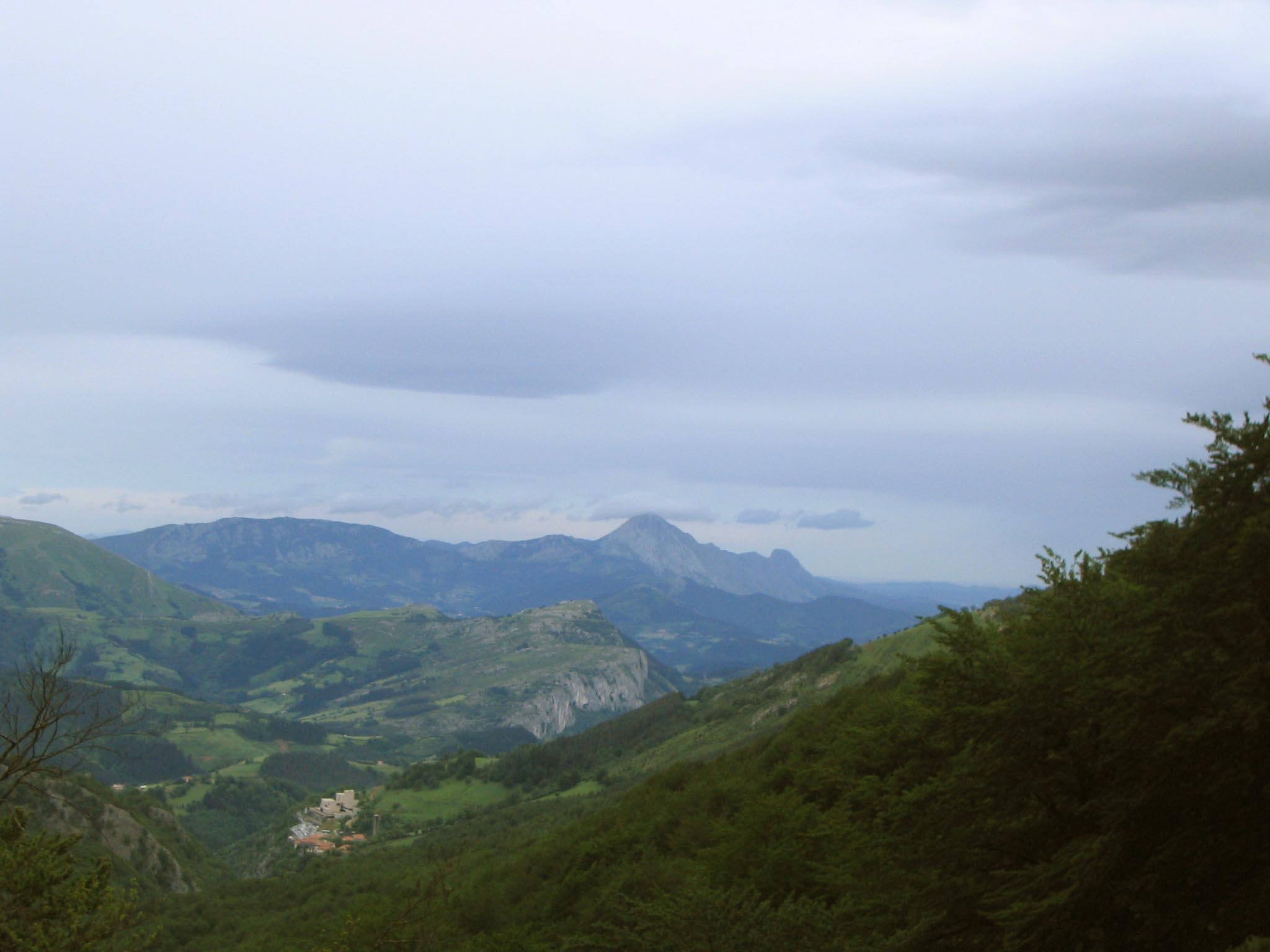
Panoràmica des d'Urbia: destaca al fons les muntanyes del Duranguesat amb Amboto i Alluitz. S'aprecia clarament el santuari d'Arantzazu al peu de la imatge

El territori en què s'assenta el poble basc és especialment muntanyenc. La majoria de les seves serres es troben en l'eix oest-est. La roca més freqüent és la calcària, encara que també el granit.
Els pics més elevats es troben al Pirineu, i n'és la Taula dels Tres Reis el pic més alt. Aquesta serralada neix al costat del mar, ascendeix d'oest a est i el primer pic que supera els 2.000 metres és l'Orhi, de gran importància mitològica.
Al sud de Navarra i Àlaba es troba la muga de la serra de Toloño, la serra de Cantàbria i la serra de Codés.
Entre aquestes dues principals serralades es troben les muntanyes Basques. Tenen una orientació d'est a oest i estan formades per serres com Gorbea, Urbasa, Andia, Amboto, Ordunate o Aizkorri.

## Justificació de la unitat
Segons la visió nacionalista basca, el Regne de Navarra hauria estat l'única expressió política del País Basc com a estat, quan Sanç el Gran reuní tots els territoris de parla basca, però a poc a poc fou perdent-los a favor de Castella i França. El 1512, els castellans ocuparen Navarra, amb la qual cosa aquesta es va veure reduïda als territoris del nord del Pirineu (Baixa Navarra), que el 1530 foren abandonats pels espanyols. El 1594, Enric de Navarra es converteix en rei de l'estat francès (Enric IV de França). Enric era hugonot i es convertí al catolicisme per accedir al tron francès; d'aquí la frase que se li atribueix: «París prou val una missa» (en francès: Paris vaut bien une messe). Va ser el primer Borbó que accedia al tron francès (després regnaren a Espanya). Durant molt de temps, el País Basc conservà els seus furs, respectats pels reis espanyols i francesos, però la situació canvià amb la Revolució francesa, que enderrocà l'antic règim. Als territoris al nord del Pirineu els furs foren abolits tot d'una, i a la part sud es produïren una sèrie de guerres sanguinàries per la successió a la corona espanyola (les guerres carlines), en què les institucions basques prengueren partit pel bàndol perdedor, i tingueren com a conseqüència la pèrdua de gran part dels furs.

## Nacionalisme basc

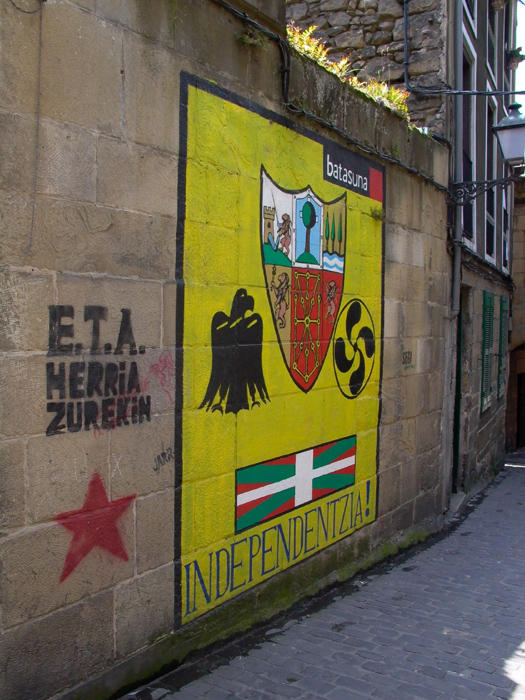
Simbologia nacionalista basca en un mural a Pasaia

El nacionalisme basc és una ideologia política que advoca per la unitat i defensa de l'entitat política dels territoris que entén que configuren la nació basca i que actualment es reparteixen entre Espanya i França, per la qual cosa la seva extensió territorial es correspondria amb la d'Euskal Herria: 
- Iparralde («la part nord»): corresponent als territoris de Lapurdi, Zuberoa i Baixa Navarra (Behe Nafarroa) en el departament francès dels Pirineus Atlàntics. És la part del País Basc en territori francès.
- Hegoalde («la part sud»): corresponent a la Comunitat Autònoma del País Basc, la Comunitat Foral de Navarra, l'Enclavament de Treviño a la Província de Burgos i l'enclavament càntabre de la Vall de Villaverde. És la part del País Basc en territori espanyol.

Si bé existeixen concepcions nacionalistes que matisen aquest objectiu, aquesta ideologia es dirigeix en últim terme a constituir un estat independent a Europa que unifiqui els diversos territoris. Hi ha diverses concepcions i postures nacionalistes que difereixen quant a quina hauria de ser la destinació última d'aquesta unió basca i que abasten des de postures federalistes a independentistes, totes aquestes majoritàriament democràtiques, encara que hi ha un sector que propugna mètodes d'actuació violents.

## Simbologia nacionalista basca

Lauburu

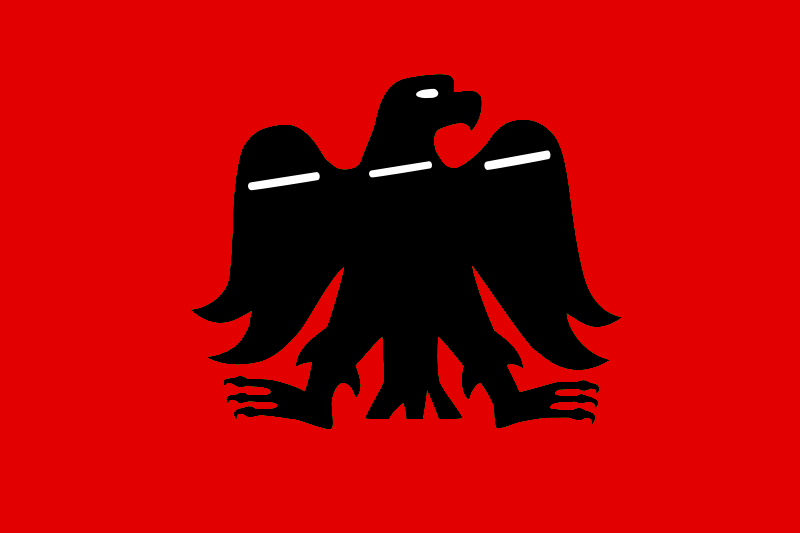
Arrano beltza

El nacionalisme basc, igual que altres ideologies, conté una simbologia pròpia. Cada Diumenge de Resurrecció els partits nacionalistes bascos celebren l'Aberri Eguna, o dia de la pàtria basca. Sabino Arana Goiri va establir el vocable aberri («pàtria») per primera vegada per sintetitzar l'existència d'una paraula en èuscar per a denominar l'anhel de la seva ideologia. Amb aquest mateix sentit sorgiria el concepte «Euzkadi», creat per Arana en oposició al concepte «Euskal Herria», utilitzat àmpliament fins llavors pels partits que ell considerava «espanyolistes». De la paraula aberri es desprèn abertzale («patriota»), que és sovint emprada pels partits nacionalistes per a referir-se a la comunitat que representen i és usada particularment pels sectors radicals nacionalistes d'esquerra.
Altres símbols del nacionalisme són la ikurriña (literalment «bandera»), dissenyada pels germans Arana per a ser en principi la bandera de Bizkaia; la seva extensió va donar lloc que fos acceptada com a bandera oficial del País Basc.
El lauburu: estela solar d'origen desconegut i molt similar a símbols molt estesos per altres cultures. Literalment significa «quatre caps»; alguns autors han establert connexions entre aquest emblema, habitual en les tombes medievals de tot el cantàbric, amb el «lábaro càntabre». El nacionalisme ho ha identificat com a símbol de la unió dels quatre territoris bascos a Espanya (Àlaba, Biscaia, Guipúscoa i Navarra); a cadascun dels quals correspondria un dels caps del lauburu. Aquesta unió és nominalment coneguda com a Laurak Bat ('quatre en un') i es convertiria en Zazpiak Bat («set en un»), afegint els tres territoris ultrapirinencs (Lapurdi, Zuberoa i Behe Nafarroa).
L'arrano beltza: literalment («águila negra'), fou el segell del Sanç Garcés III de Pamplona. És assimilada com a primera bandera de Bascònia, fins i tot per sectors d'extrema dreta nacionalista espanyola.
La conflictivitat social i política basca també ha convertit en símbols nacionalistes certes manifestacions culturals basques, en oposició i com a diferenciació de les quals consideren manifestacions culturals foranes i concretament «espanyoles», com pot ser l'Olentzero, substitut basc del Pare Nadal que reparteix els seus regals la revetlla de Nadal, l'esport rural basc, la celebració d'alguns carnavals i festes populars, la mitologia basca...

## Llengua basca
El basc, o èuscar (en basc: euskara o, segons els dialectes, euskera, eskuara, eskara, uskara o üskara), és una llengua aïllada, parlada actualment en bona part de la Comunitat Autònoma del País Basc i part de Navarra, a Espanya, i al País Basc del Nord, a França. En l'actualitat, la llengua basca es considera l'única llengua preindoeuropea supervivent a Europa. Antigament, el seu àmbit lingüístic abastà tota Aquitània, La Rioja, i els Pirineus aragonesos i part dels catalans.
Hom creu que la llengua dels bascons (el protobasc, origen del basc actual) és anterior a l'aparició de les llengües indoeuropees a Europa, i hauria estat estesa per tota la península Ibèrica, i per tot Europa.
Encara que fins no fa gaire es trobava en una situació crítica a la part sud (va estar prohibit parlar-la en alguns llocs i estava prohibida en les escoles durant la dictadura franquista) ha iniciat una lenta millora. No obstant això, a la part nord dels Pirineus hi ha zones en les quals està en regressió.
Luca Cavalli-Sforza afirma que hi ha una possible relació, tant lingüística com genètica, entre les poblacions japoneses i basques, recalcant-ne l'antiguitat de l'origen i el fort aïllament d'aquestes dues poblacions. El més probable és poder relacionar el basc amb el grup de les llengües ibèriques, per comparació fonètica amb taules de plom gravat localitzades a l'assentament ibèric d'Ullastret.

### Situació de la llengua basca

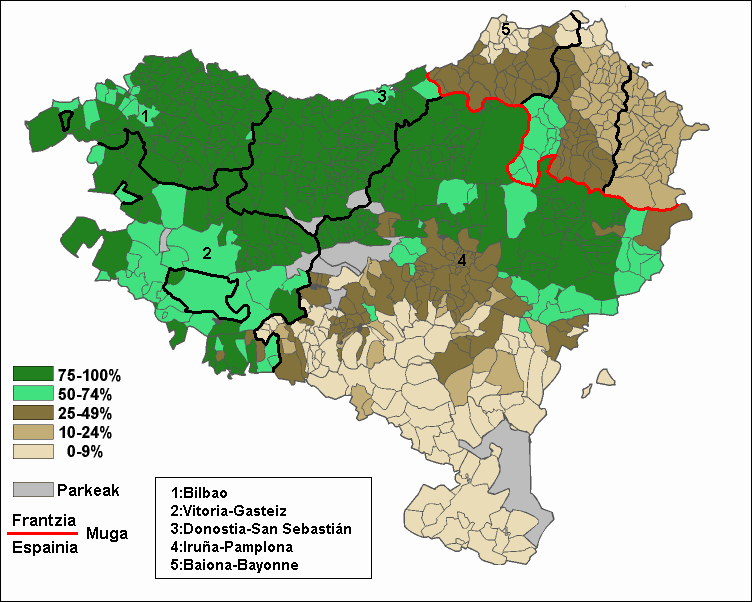
Percentatge d'alumnat matriculat en basc (2000-2005)

El poble basc té el seu propi idioma, el basc, a part de l'espanyol i el francès. També trobem de manera molt més minoritària el gascó i el romaní que han conservat alguns dels gitanos autòctons.
Avui dia, pràcticament tots els bascos parlen les respectives llengües estatals (espanyol i francès). A tot el País Basc, aproximadament un terç dels bascos parlen basc, una llengua no indoeuropea. Aquesta llengua única i aïllada ha cridat l'atenció de molts lingüistes, que han tractat de descobrir la seva història i el seu origen.
A la zona del Baix Adur, que inclou les poblacions labortanes de Baiona o Anglet el gascó (dialecte de l'occità) és la llengua tradicional (el basc parlat actualment es va introduir a partir del segle xix a causa de la migració de la població bascoparlant de l'interior). A causa d'això, aquesta zona és considerada pels occitanistes com a part de Gascunya i actualment és una zona trilingüe.
La població bascoparlant està en ascens, fonamentalment a causa de la cooficialització del basc en els tres territoris de la Comunitat Autònoma del País Basc, el seu suport i foment per part de les institucions i la seva implantació en el sistema educatiu. A Navarra, el basc té la consideració de llengua pròpia juntament amb el castellà, encara que no és cooficial en tot el territori, mentre que al País Basc del Nord ni tan sols és oficial, encara que es permet el seu ensenyament.
El 2003, el Departament de Cultura del Govern Basc destacava que mentre que al País Basc el percentatge de població bascoparlant pujava 5 punts, a Navarra amb prou feines ho feia 1, mentre que al País Basc del Nord descendia en 9 punts. Això va fer una pujada de 3 punts percentuals en total.
La VI Enquesta Sociolingüística mostra una tendència continuada de l'augment de bascoparlant al territori basc. Entre 1991 i 2016, la població bascoparlant ha passat d'un 22,3% a un 28,4%, especialment entre la població més jove. Encara que de forma desigual, la millora s'observa en totes les regions, a excepció del País Basc del Nord.
A Euskadi, un terç dels habitants són bascoparlants, havent augmentat en un 9,8% els darrers 25 anys. Aquesta millora es deu principalment a l'augment entre la població més jove, que arriba fins al 71,4% de bascoparlants entre 16 i 24 anys, front el 22,4% als majors de 65. Encara que de manera desigual, s'hi constata que la revitalització del basc avança a la tot el territori, especialment a Àlaba, en pujar del 7% al 19,2%. A Biscaia l'augment ha sigut del 16,5% al 27,6%. Guipúscoa és la província amb major nombre de bascoparlants, amb un 50,6%.
A Navarra, l'any 2018 un 22,1% dels navarresos tenien coneixements de basc; a la zona bascòfona representaven el 71,5%, a la zona mitxa, el 21,8%, i a la zona no bascòfona, el 6,4%. El curs 2018-2019 la distribució de l'alumnat per model lingüístic era la següent: 61,25% al model G (només castellà), 24,64% al model D (basc amb l'assignatura de castellà), 13,95% al model A (castellà amb l'assignatura de basc) i 0,16% al B (igual proporció de basc i castellà). El 38% dels nous alumnes que arriben a la UPNA (Universitat Pública de Navarra) des de batxillerat saben basc.
Per contra, al País Basc del Nord la llengua continua el seu retrocés passant del 21,4% al 20,5% entre 2011 i 2016, si bé la regressió minora el seu ritme pel lleuger augment del coneixement entre la població jove.

## Grup ètnic basc

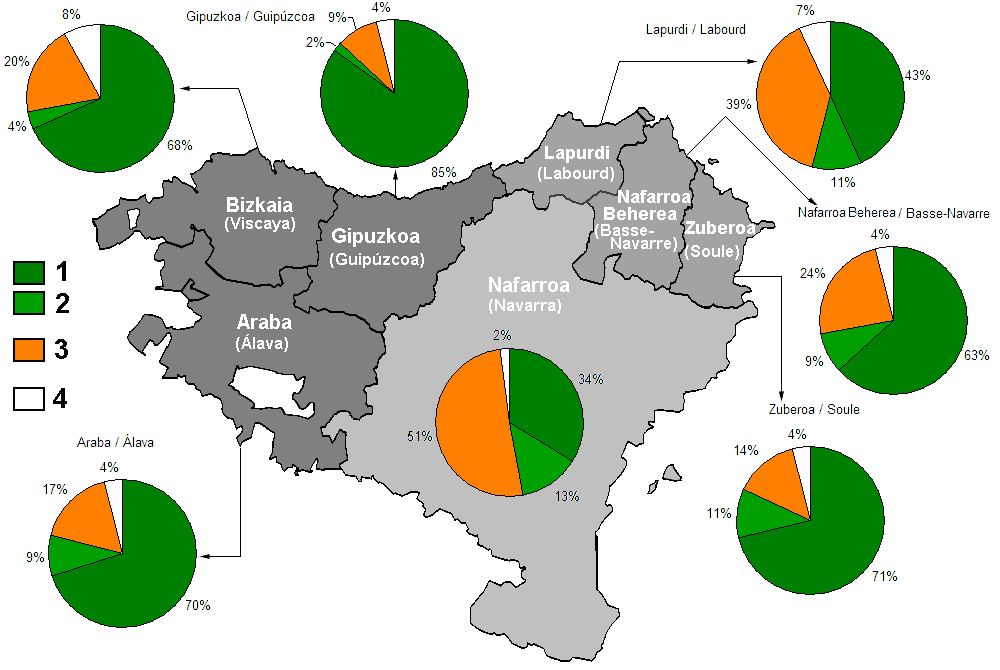
Sentiment basc al País Basc. Pregunta: es considera vostè basc? Respostes: 1: Sí - 2: Sí, en certa manera - 3: No - 4: No sap/No contesta

Els bascos (o bascs) són un grup ètnic que habita majoritàriament al País Basc situat a l'extrem oest del Pirineu i al nord del riu Ebre. En les llengües que s'hi parla, són coneguts com a: euskaldunak (bascoparlants) o euskotarrak (neologisme creat per Sabino Arana per designar els nadius del País Basc) en basc, basques en francès, vascos en castellà i bascos en occità gascó.
Tenen trets diferenciadors pel que fa a tipologies sanguínies, la cultura i sobretot la llengua, d'arrels no indoeuropees, en clar contrast amb les llengües romàniques dels seus veïns i la resta de pobles coneguts.
Existeix un fort sentiment nacionalista entre els bascos, especialment els residents a Espanya, que s'identifiquen més fermament com a bascs que com a espanyols o francesos. Malgrat això, una gran part dels bascos se senten tant bascs com espanyols (o francesos, en el cas dels bascs del cantó francès). Molts bascos consideren la designació de «minoria ètnica» com a incompleta, afavorint, en canvi, la definició com a nació.
Actualment, viuen en una zona altament industrialitzada, les diferències culturals amb la resta d'Europa són inevitablement difuminades, encara que roman molt forta la consciència d'una identitat cultural pròpia, com també la identificació amb la seva pàtria, fins i tot en molts bascs que han emigrat a altres zones d'Espanya o França, o en altres parts del món (l'anomenada diàspora basca).

## Mitologia basca

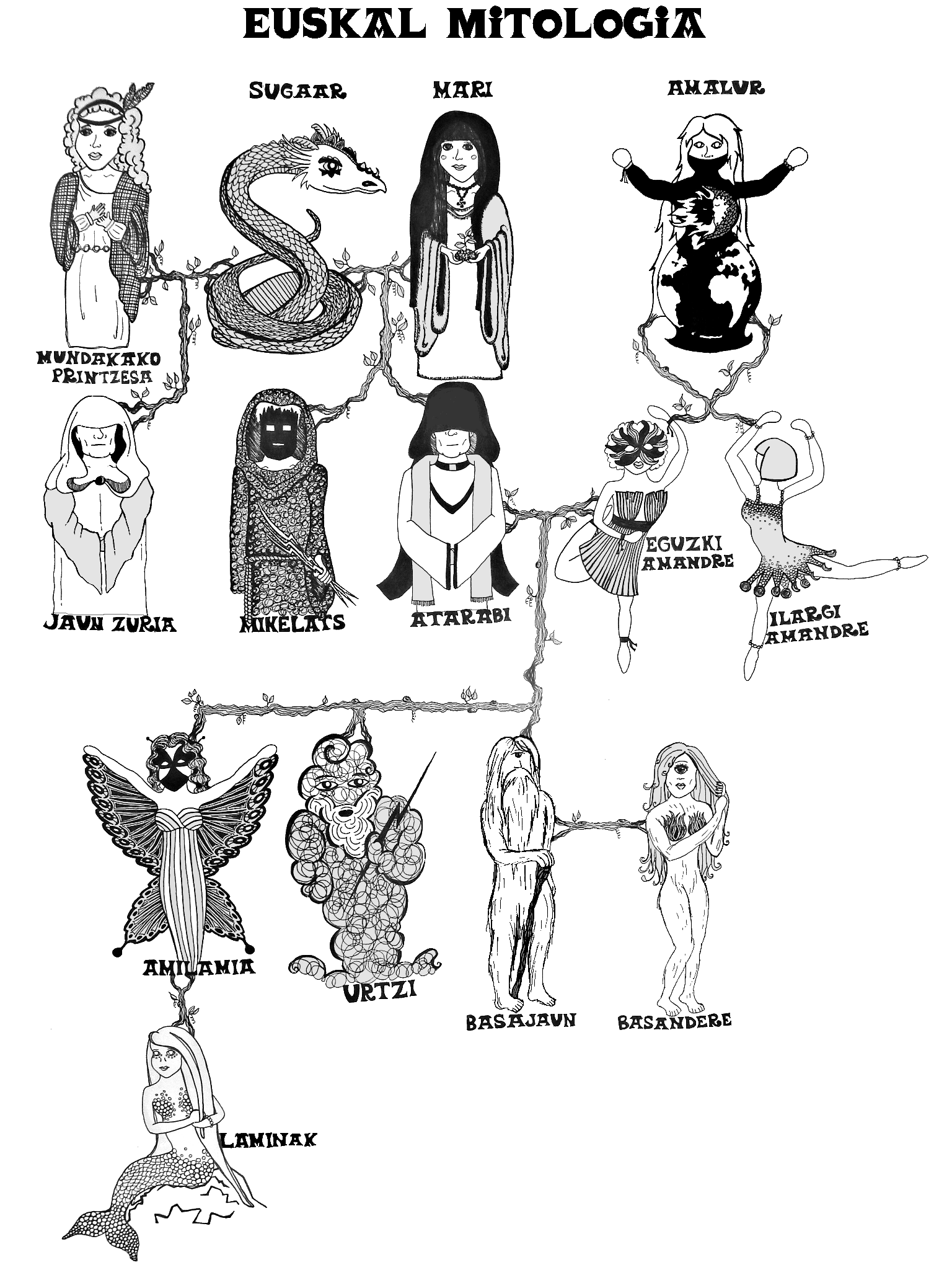
Arbre genealògic de la mitologia basca

La mitologia basca és el conjunt de creences i mites precristians dels bascos. Tot i la intensa cristianització soferta en l'últim mil·lenni i les persecucions de la Inquisició, el poble basc ha conservat nombroses llegendes que parlen d'una mitologia pròpia molt antiga. Aquesta mitologia ha estat recollida al llarg del segle xx per estudiosos com J. M. Barandiarán i J. Caro Baroja, entre d'altres. Aquestes creences s'han conservat i impulsat fins al segle xxi de mans d'escriptors i artistes que han nascut i crescut amb la màgia de la mitologia basca entre els quals cal destacar Patxi Lezama i Néstor Basterretxea.
Les llegendes de pobles veïns romanitzats, com les de l'Alt Aragó o Astúries mostren una sorprenent similitud.
L'antiga religió basca sembla estar centrada en una divinitat central de caràcter femení, que rep el nom de Mari. El seu consort masculí rep el nom de Maju o Sugar.
Encara que hi ha nombroses referències a l'existència d'una divinitat celeste, anomenada Urtzi, i que podria ser assimilable al Júpiter llatí o al Déu cristià, aquest sembla no tenir cap paper en les llegendes, i és probablement una incorporació d'origen exterior.
L'antiga religió basca és per tant de caràcter ctònic: tenen tots els seus personatges el seu cau a la Terra i no al firmament, que sembla com un paratge buit pel qual Mari o Maju viatgen de muntanya a muntanya, o pasturen ramats de núvols.
Altres personatges de la mitologia basca són les làmies, els mairus, els iratxos, Basajaun, Gaueko, Tartalo, els galtzagorris, el drac primigeni o Herensuge, les sorgines o bruixes, els jentils, etc.

## Literatura basca
La literatura basca és la literatura feta en basc al territori de les set províncies del País Basc: Biscaia, Guipúscoa, Àlaba, Navarra, i les tres d'Iparralde.
La literatura popular oral és molt rica; la literatura escrita, al contrari, ha estat d'aparició tardana, escassa i sense cap influència més enllà del mar geogràfic de Bascònia. A més, ha estat gravada per la fragmentació en diversos dialectes, entre els quals els de major tradició literària són el labortà, el guipuscoà, el biscaí i el suletí.
Els texts literaris més antics són fragments de cants relatius a les lluites dels s. XIV i XV, així com el vocabulari de Picaud del s. XII, però a les Glosas Emilianenses (s. X) apareixen els primers texts en èuscar. Entre els conservats, hi ha els que narren la derrota de Pedro de Avendaño, cap dels onyacins, i la crema d'Arrasate (Mondragón). Pel cant de Basajaun Bereterretxe'tar, que narra l'assassinat d'un jove, podem fer-nos una idea del que deuen haver estat molts poemes avui perduts. Molts cants antics han sobreviscut gràcies a Esteban Garibai (1533-1599), alcalde d'Arrasate i cronista reial, dins el Compendio de historia de las crónicas y universal historia de todos los reynos de España (1571). Per altra banda, l'humanista francès François Rabelais publicà en el seu Gargantua (1534) discursos en èuscar.
El primer llibre publicat en basc va ser Lingua Vasconum Primitiae de Bernard Etxepare, el 1545. Es té coneixement d'aquesta obra per l'únic exemplar conservat a la Biblioteca nacional de París. Segons es pot inferir de les opinions dels seus contemporanis, no va ser apreciat pels seus metres populars propis del bertsolarisme. Els seus versos van ser musicats a la fi del segle xx per Benito Lertxundi, Xabier Lete i el grup Oskorri, entre d'altres, convertint-los en cançons populars. Actualment els seus poemes han adquirit el caràcter gairebé d'himne entre els sectors de la cultura euskaldun i en defensa de l'èuscar, i són recitats en tot tipus d'actes culturals i populars.
Les característiques principals de la literatura basca són les següents:
- És fruit d'una llengua sense oficialitat ni unitat: haver nascut en una comunitat de parlants tan reduïda ha tingut un important impacte en la literatura escrita, sobretot a mesura que avança la història i els límits de les llengües i pobles s'afebleixen i difuminen. La història de la llengua basca es diu que és la història de la seva supervivència i la d'un poble, cosa que marcarà tots els autors, convertint juntament amb la temàtica religiosa el compromís (els primers passos serien l'apologisme de Larramendi) cap al basc, un dels pilars al voltant dels quals giraran diferents moviments.
- Ha nascut entre estats les llengües dels quals són romàniques: el País Basc es troba entre el que han estat els centres culturals i polítics d'Occident, i aquests estats foren competidors entre si com a dipositaris de la tradició llatina. És per això que aquest poble que ha guardat la seva antiga parla ha rebut la influència llatina, que es veu reflectida sobretot en l'escola de Sara i altres autors religiosos de l'època, a causa de l'ús abundant de cites d'autors clàssics i cristians que aquests feien en els seus textos en prosa.
- Ha tingut com a finalitat principal l'ensenyament religiós: el pare Barandiarán (tal com recull Martín Ugalde en la seva Síntesi de la història del País Basc o el mateix religiós en el seu Home Primitiu al País Basc) va defensar en vida la cristianització tardana del poble basc, al·legant que en la mateixa navarresa fins al segle xx s'havien conservat creences paganes en idiosincràsia amb les cristianes. És aquesta la raó que es veu darrere de la insistència de l'Església catòlica per cristianitzar i estendre el catecisme entre el poble valent-se del basc (després de la Contrareforma). Aquesta religió és de vegades imposada per la política del moment, però en altres ocasions l'Església catòlica mateixa va utilitzar l'idioma (el basc) i la literatura com a mur contra els canvis i noves ideologies sorgides, aquest seria el cas del protestantisme o dels enfrontaments periodístics de Jean Hiriart-Urruti i els republicanistes francesos.
- La poesia sempre ha tingut més pes que la prosa: així ha estat al començament de la majoria d'idiomes, ja que la prosa exigeix un lector, és a dir, gent alfabetitzada que la llegeixi. Els cants, bertsos, i eresiak no han necessitat més que ser cantats. És per això, que com en altres literatures, són abundants les cobles i cants de melodies que eren i són conegudes per al poble. Fruit també d'això seria l'abundància de composicions líriques de caràcter popular, enfront de la poesia culta, que gairebé fins a finals del segle xix no aconseguiria desenganxar-se de la influència del bertsolarisme, en l'ús de metres sobretot.
- Escassa implantació de la impremta o la «problemàtica de la impremta»: a diferència de la resta de llengües romàniques, pel que sembla, la impremta va tenir escassa implantació, de manera que obres no religioses com Peru Abarca van haver de ser transmeses mitjançant manuscrits fins i tot a finals del segle xviii. S'ha debatut molt i tret poc en clar; s'al·lega d'una banda l'existència d'una censura tant a França com a Espanya durant els segles posteriors al cisma d'Occident, d'altra banda que no existia suficient producció per a la implantació d'aquestes o la no-necessitat d'aquestes per part de les autoritats, que s'haurien valgut d'altres mitjans per transmetre edictes reials i semblants. Tal com demostra la publicació d'edictes reials en basc durant el Regne de Navarra, la impremta havia estat implantada a Bascònia, per tant un dels arguments seria rebutjat (encara que la majoria de textos religiosos eren publicats fora d'Euskal Herria i hi ha l'existència d'un edicte de 1766 del comte d'Aranda prohibint publicar en basc (1766)[15]), però el de la censura cobraria força a la llum dels llargs períodes que passaven les obres entre que eren escrites, passaven la censura de la Inquisició i finalment eren publicades. Aquest va ser el cas de Juan de Tartas, les obres seves, tot i ser religioses van trigar a ser impreses i a més (igual que en el cas d'altres autors de l'època) van patir l'anomenat «mal de la impremta», és a dir, l'alteració de l'obra a causa de l'ortografia afrancesada i la supressió de la majoria dels signes de puntuació, fins al punt de ser extremadament complicada la seva lectura i comprensió.
- El seu estudi és relativament recent: exceptuant el cas d'Oihenart potser, no hi ha hagut cap autor fins ben entrat el segle xix que s'hagi interessat per la història de la literatura en basc, la qual cosa, afegida a la problemàtica de la impremta, ha fet que descobriments com el manuscrit de Joan Amendux (1969), Ibarguen-Chopin oLazarrraga (2004) hagin revolucionat el que se sabia fins ara, sobretot pel que fa a la literatura medieval.

## Cuina del País Basc

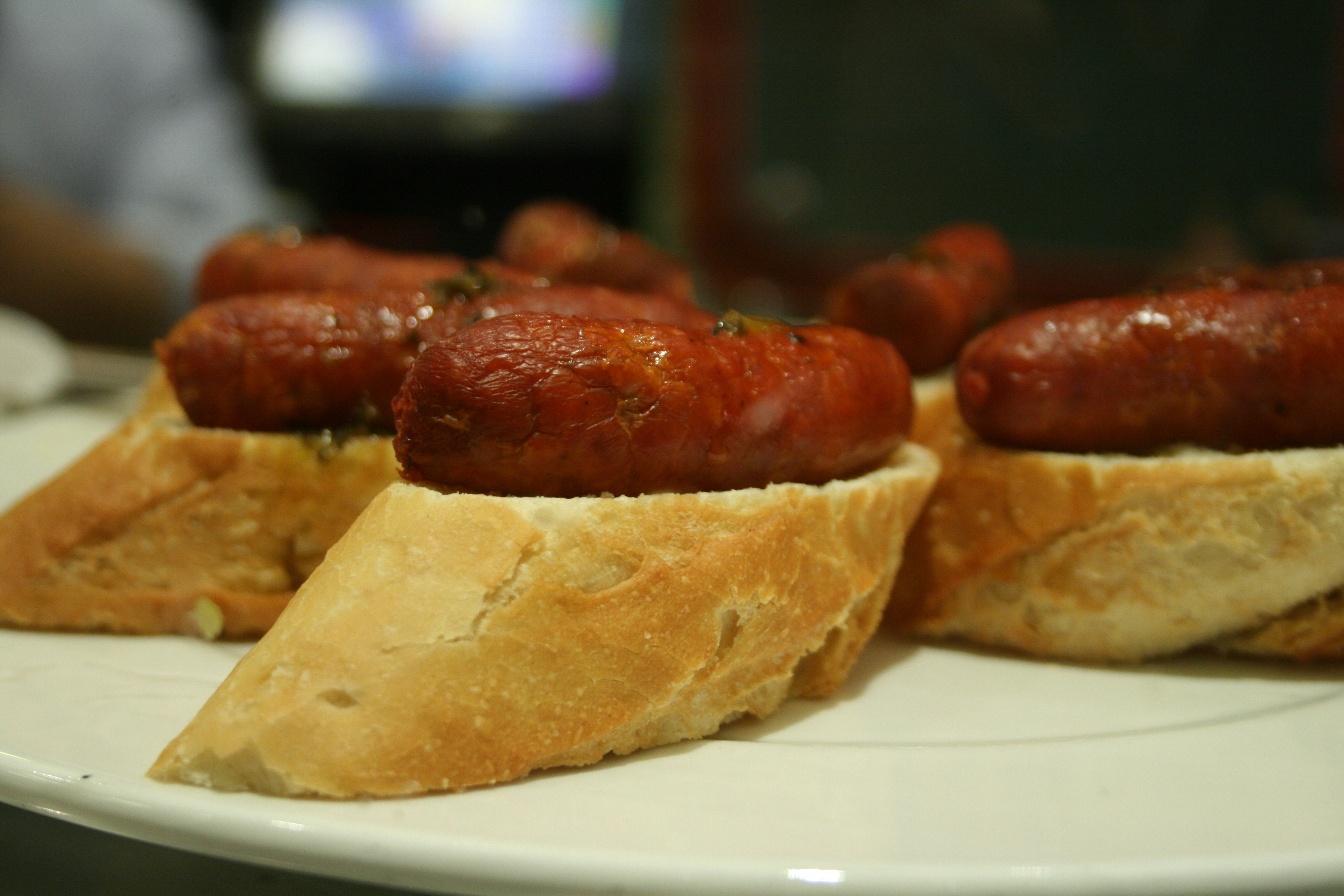
Xistorra

La cuina cuina basca es compon dels plats i mètodes de preparació típics de la gastronomia dels bascos. Això inclou carns i peixos torrats a la brasa, marmitako i ollada de xai, bacallà, una versió basca de les coques de dacsa anomenada talos, l'escudella de llegums de Tolosa, pebrera del piquillo de Lodosa, pintxos de Donostia, formatges de llet d'ovella d'Erronkari i d'Idiazabal, vi de Txakolí i sidra de Guipúscoa.

## Esport rural basc

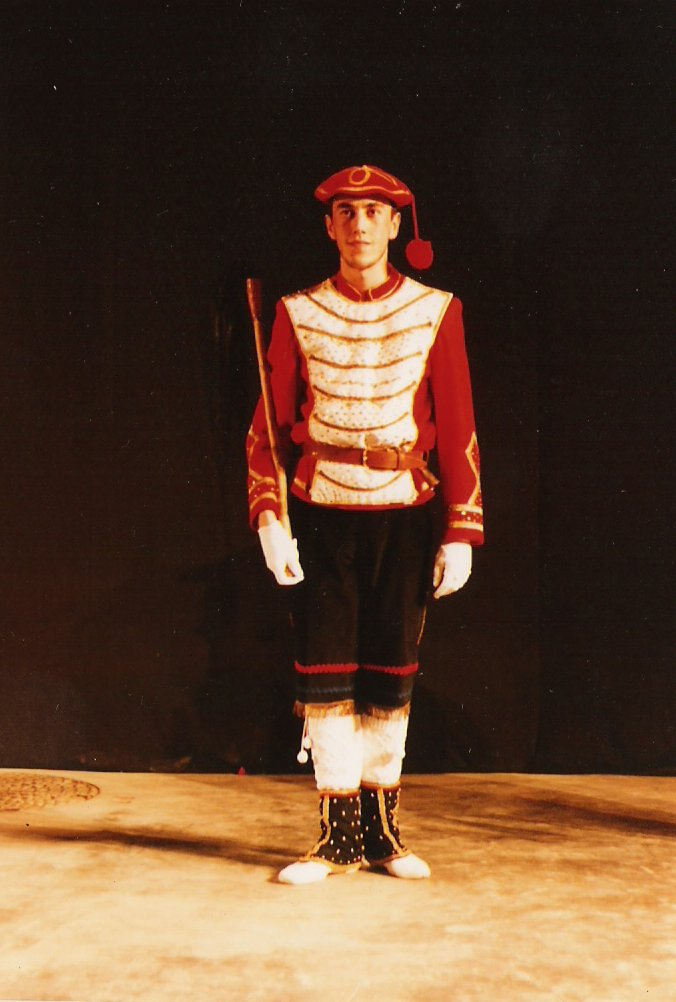
Dantzari

L'esport rural basc (en basc herri kirolak i en francès force basque) és el terme sota el qual s'engloben diferents modalitats esportives que es practiquen per tradició en el medi rural del País Basc, Navarra i Iparralde.
Alguns d'aquests esports han sorgit i són específics del País Basc, encara que uns altres es practiquen d'una o una altra forma també en altres parts del món.
Trets comuns d'aquests esports són la importància que es concedeix a les apostes i desafiaments entre participants i espectadors. També és destacable que, en general, tots els esports rurals bascos requereixen una gran força física i una gran resistència.
Tots aquests esports tenen el seu origen en activitats laborals del mitjà rural que s'han transformat en activitats esportives a partir de la competència entre diferents persones per veure qui té major destresa en una activitat determinada. Així per exemple, a partir de l'activitat de tallar troncs per aprovisionar-se de llenya, sorgeix l'esport dels aizkolaris o talladors de troncs; a partir de l'activitat de moure grans roques per a la construcció sorgeix l'aixecament de pedres, etc.
La pilota basca és un altre esport característic del país. Es juga en els frontons, amb diferents modalitats tradicionals, i són la pilota a mà, cistella-punta, remunt, pala i trinquet les més conegudes. Aquest esport s'ha estès per tot el món, especialment en els països hispans, i té una presència rellevant a Florida. Hi ha frontons importants a les principals ciutats del món hispà, inclòs el Jai Alai de Manila. L'afició pelotatzale ('a la pilota') està estesa per bona part del nord de la península, i fins i tot troba aficionats a València.

## Danses basques
Les danses basques són una part molt important de la cultura basca i del seu folklore. Cada poble i vila té els seus propis balls, que tot i que han estat estudiades per territoris no sempre implica un directe parentiu entre aquestes. Els primers estudis d'aquests balls es remunten a Manuel de Larramendi i la seva Coreografia o descripció general de la molt noble i lleial província de Guipúscoa (1756), encara que es té constància d'aquests ja al segle xvi, ja que aquests acompanyaven els astolasterrak (peces de teatre popular de to humorístic).
Les tres formacions característiques de realització són:
- Els balls de romiatge o plaça, basats en els balls que se celebraven en els romiatges i la participació era popular i espontània; han passat a engrossir el repertori dels grups de dansa establerts, si bé és veritat que encara es realitzen en totes aquelles romeries, sobretot en els llocs rurals del país, aquest tipus de balls populars i espontanis que conviden a participar lliurement a tots els pelegrins i visitants.
- Les danses d'espases, que tenen un paral·lelisme evident amb les europees del mateix tipus. La seva realització, sempre lligada a la commemoració o a rendició d'honors, està lligada a la dansa ritual en què el poble fa costat amb respecte a cada col·lectiu de ballarins.
- Les danses de fi de festa, aquests tipus de balls es realitzen per marcar la fi d'unes festes o d'un període concret, com el de carnestoltes; han servit de simbòlic colofó al desenfrenament festiu, representat en el cop, estomacada i crema de la pell de vi inflat i buit. És la fi d'un cicle i el començament d'un altre. S'observen cicles complets de zones específiques al costat de danses determinades esteses per tot el territori, o esquitxades en certs enclavaments.

## Selecció de futbol del País Basc
La Selecció de futbol del País Basc (en èuscar: Euskal Herriko Selekzioa) és un equip que acull jugadors d'arreu del País Basc que voluntàriament vulguin formar-ne part. La seva organització està al càrrec de la Federació Basca de Futbol. Els estatuts de la FIFA dicten que perquè una selecció pugui participar en competicions internacionals oficials, ha de representar un estat independent o ha de tenir l'autorització expressa de la federació del país corresponent (en aquest cas de la Federació Espanyola de Futbol). Com que la selecció no compleix aquests requisits, no té reconeixement per part de la FIFA i, per tant, només pot jugar partits de caràcter amistós.
Durant la Segona República Espanyola, va jugar sota les denominacions de Vasconia i Euzkadi. Després de la caiguda del franquisme, va portar els noms de «selecció d'Euzkadi» o «d'Euskadi». L'any 2007 va canviar la seva denominació a «selecció d'Euskal Herria (en èuscar Euskal Herriko Selekzioa), reprenent el 2008, no sense polèmica, l'antic nom de «selecció d'Euskadi».
En els últims temps, els partits de la selecció basca estan marcats per un profund ambient reivindicatiu a favor de l'oficialitat de la selecció i la independència. En les categories inferiors, el combinat sol rebre el nom de «selecció del País Basc» o «selecció d'Euskadi» i representa exclusivament la Comunitat Autònoma del País Basc.